# Callithomia philomela
Callithomia philomela är en fjärilsart som beskrevs av Frederick DuCane Godman och Osbert Salvin 1898. Callithomia philomela ingår i släktet Callithomia och familjen praktfjärilar. Inga underarter finns listade i Catalogue of Life.